# رحلة عذاب (مسلسل)
رحلة العذاب مسلسل كويتي إنتاج عام 1977.

## فحوى المسلسل
القصة غامضة تدور حول جريمة قتل تتفرع خيوطها في عدة أحداث متعلقة بأسرار وخفايا الجريمة ومعرفة القاتل الحقيقي.. مما تجعلنا نشك في أغلب شخصيات العمل إلا أن النهاية سوف تكون عكس المتوقع حول القاتل الحقيقي وسبب فعلته.. فالمسلسل احداثه مشوقه جداً ونهايته رائعة.

## فريق العمل
تأليف : مصطفى بهجت
اعداد - غانم الصالح
بطولة : غانم الصالح - سعاد عبد الله - محمد المنصور - علي البريكي - جعفر المؤمن - طيبة الفرج - حسين الصالح - محمد السريع - حمد ناصر - إبراهيم الحربي
إخراج : يوسف مرزوق